# Вулиця Пасічна (Івано-Франківськ)
Вулиця Пасічна простягається від вулиці Галицької до вулиці Горбачевського.
Вулиця розташована в однойменному мікрорайоні Івано-Франківська. Раніше тут було село Пасічна, вперше згадане у 1734 році, а в 1958 р. приєднане до міста. На околиці села виявлено поховання жертв сталінських репресій в урочищі Дем'янів Лаз.